# Busca
Busca (Busca in piemontese) è un comune italiano di 10 245 abitanti della provincia di Cuneo in Piemonte.
Già parte della comunità montana Valli Grana e Maira, a seguito della soppressione di tale ente, nel mese di marzo 2015 entra a far parte dell'Unione montana Valle Varaita. Dal primo gennaio 2019 ha incorporato il comune limitrofo di Valmala.

## Geografia fisica
Il comune si trova al termine della valle Maira ed al limite della pianura cuneese. A poca distanza dall'abitato scorre il torrente Maira.

## Storia
Le origini di Busca risalgono almeno al periodo romano, ma con testimonianze anche preromane, e i reperti archeologici rinvenuti nelle zone limitrofe sono numerosi: ritrovamento di una stele detta Stele di Busca in lingua etrusca, ritrovamenti di necropoli, di lapidi e di resti di mura sono la testimonianza del processo di romanizzazione del territorio. Le aree più interessanti dal punto di vista archeologico sono S. Martino e S. Quintino. Durante il periodo di dominazione romana, le villae che sorgevano sulle colline limitrofe all'attuale città, costituivano forse un nucleo chiamato Antilia.
Con le invasioni barbariche del IV - V secolo, la città fu distrutta e della "bella Antilia" rimasero soltanto dei fuscelli, da cui una possibile etimologia del nuovo nome: "Busca" (il termine potrebbe derivare dal piemontese "buscaja", che sta a significare ramaglia, scheggia di legno, rimasuglio). 
Il suo nome, infatti, non è di chiara derivazione e ci sono diverse altre spiegazioni: l'origine preromana, quella latina oppure quella più attendibile, celtica, che lo identifica col termine germanico "busk". Termine simile, con significato attinente, ovvero cespuglio, risulta essere il termine piemontese "bucc"; altro termine simile si riscontra, ad esempio, nella parola inglese "bush", ossia cespuglio, ramoscello.
Le prime testimonianze scritte sulla cittadina risalgono al X secolo. I primi Signori di Busca nel X sec. furono gli Alinei da non confondere con i del Vasto Marchesi di Busca, i quali succedettero agli Alinei solamente nel XII sec.. Gli Alinei, casata franca di nazione e legge salica, che aveva come capostipite Alineo, figlio di Robaldo originario della Neustria, che dall'843 fu Cavaliere di Carlo il Calvo. Alineo già Vassallo in Neustria dei fratelli Ruggero e Arduino, venne in Piemonte verso il 900 in compagnia dei due fratelli Arduinici e divenne Visconte d'Auriate. Nel 904 il Marchese Odelrico Manfredi degli Arduinici cedeva il territorio di Busca ad Alineo e a Robaldo degli Alinei, che tennero la signoria di Busca per più di un secolo. Nel XII sec. con l'avvento del dominio dei del Vasto Marchesi di Busca,  gli Alinei divennero loro Vassalli. I discendenti di Alineo Visconte d'Auriate furono i primi Signori d'Agliano, che in seguito furono Castellani e Vassalli in Agliano dei Marchesi del Vasto Aleramici.
Con il documento del 6 marzo 1123 viene sancito il dominio di Busca sulla valle Maira, parte del Saluzzese e Villafalletto. Benché anticamente parte della marca arduinica, divenne poi feudo di Bonifacio del Vasto, che lasciò Busca ed altri territori al figlio Guglielmo, capostipite dei marchesi di Busca e Lancia. Il marchesato viene schiacciato di lì a poco da Cuneo e da Saluzzo, mentre i marchesi trovano nuova fortuna in Sicilia alla corte di Federico II. Nel 1361 Busca passa sotto il controllo dei Savoia. Nel Cinquecento le vicende del Piemonte hanno effetti anche sulla storia della città di Busca, che vede il passaggio delle truppe spagnole (1536 -1552), poi nel 1557 (assedio di Cuneo) delle truppe francesi.
Lo sviluppo della città arriva con il nuovo secolo, quando le coltivazioni del grano, della vite e di altre piante da frutto permettono alla città di espandersi e di arricchirsi. A fine Seicento - inizio Settecento tornano i francesi, le occupazioni e le guerre conseguenti.
Busca venne elevata al rango di città da Carlo Emanuele III di Savoia con lettere patenti datate 18 novembre 1762. Lo stesso sovrano concesse la città di Busca in appannaggio (e dunque non in feudo) al proprio secondogenito Benedetto di Savoia, duca del Chiablese, con il titolo di principe, mediante lettere patenti datate 8 febbraio 1763.
Durante la seconda guerra mondiale diversi bombardamenti distruggono la città. In particolare si segnala una mancata strage in quanto centinaia di bombe lanciate da migliaia di metri di quota finiscono nei campi e una zona scarsamente abitata appena fuori dal centro abitato, alcune case vengono colpite e sono segnalate vittime.

## Monumenti e luoghi d'interesse
Partendo dalla via centrale parzialmente porticata (Via Umberto I) si arriva in piazza XX Settembre (chiamata anche "Piazza della Rossa") alla chiesa della SS. Trinità (conosciuta come "La Rossa"). Al suo interno è custodito un sacello dedicato alla "Madonnina" che, secondo la tradizione popolare, liberò la città dalla pestilenza nel 1745.
Francesco Gallo (artefice della cupola del santuario di Vicoforte a Vicoforte) ha lavorato in Busca: la chiesa della Santissima Annunziata (chiamata anche "La Bianca") ad esempio è un esempio di architettura barocca piemontese con pianta a croce greca; il Gallo lavorò anche nella parrocchiale di Maria Vergine Assunta tra il 1717 ed il 1728. Nelle sue vicinanze si può ancora notare la porta dell'antica cinta muraria, con arco in pietra squadrata.
Nei dintorni, in direzione di Villafalletto sorge l'antica Cappella di San Sebastiano in stile tardo romanico e gotico. Al suo interno si possono osservare gli affreschi quattrocenteschi.
In direzione di Rossana sorge la cappella di Santo Stefano. In direzione di Saluzzo si arriva al castello del Roccolo, disegnato da Roberto D'Azeglio in stile gotico-moresco.
Poco prima di Costigliole Saluzzo, sulle pendici collinari, si trova la Cappella di San Martino, triabsidata, con una facciata romanica in pietre squadrate, portale con lunetta affrescata e finestra sovrastante a bifora.

### Architetture religiose

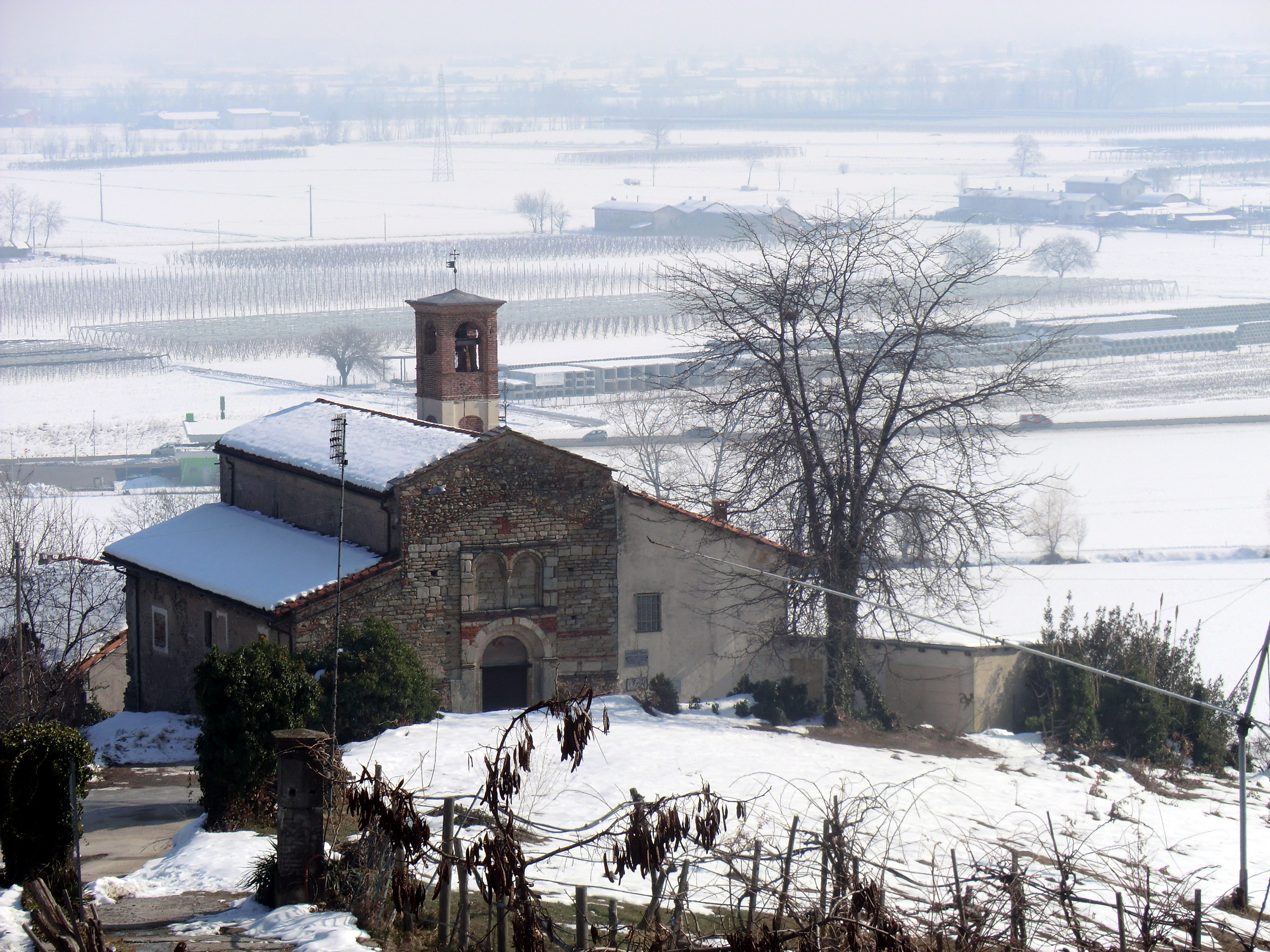
cappella di San Martino

- Chiesa parrocchiale di Maria Vergine Assunta, conserva la pala di San Vitale, eseguita nel 1729 da Giovan Francesco Gaggini da Bissone.
- Chiesa della Santissima Trinità, detta la Rossa
- Chiesa della Santissima Annunziata, detta la Bianca
- Chiesa di Santo Stefano
- Cappella di San Sebastiano
- Cappella di San Martino (X sec.)
- Cappella della Madonna del Campanile
- Chiesa parrocchiale Santa Maria Maddalena di Castelletto
- Chiesa parrocchiale di San Chiaffredo
- Chiesa parrocchiale della Natività di Maria Vergine Assunta di Bosco
- Eremo di Belmonte

### Architetture gentilizie

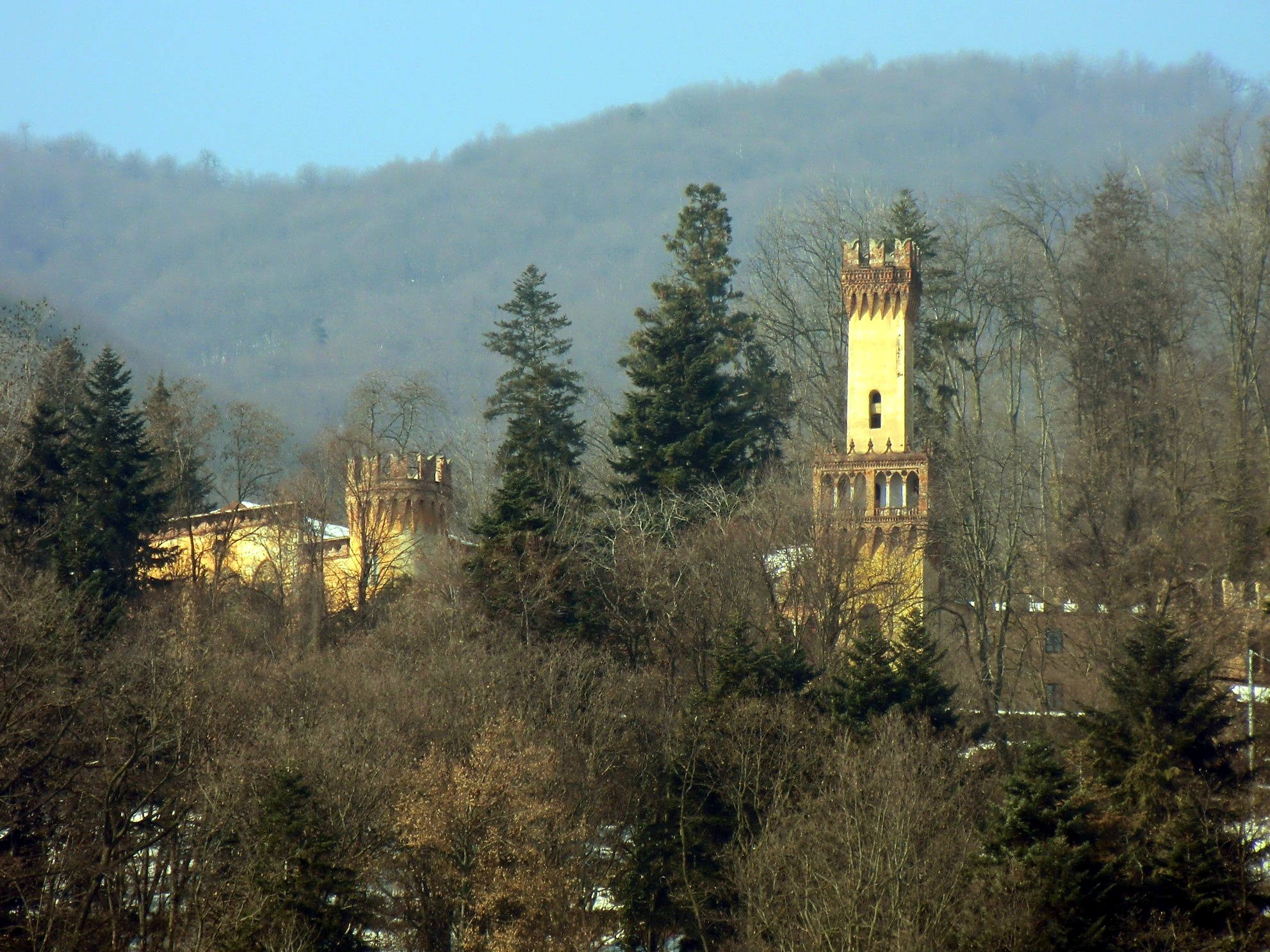
Castello del Roccolo

- Castello e Parco del Roccolo - Posto in zona collinare, è situato alle spalle dell'abitato. Fu edificato a partire dal 1831 dal marchese Roberto Tapparelli d'Azeglio, fratello del più celebre Massimo. È inserito in un parco plurisecolare di circa 500.000 m² nel quale, per un particolare microclima cresce l'olivo, pianta abitualmente non coltivata in queste zone. Il maniero è di stile neogotico e ha tre torri di imponenti dimensioni.

## Società

### Evoluzione demografica
Abitanti censiti

### Etnie e minoranze straniere
Secondo i dati Istat al 31 dicembre 2017, i cittadini stranieri residenti a Busca sono 812, così suddivisi per nazionalità, elencando per le presenze più significative:
1. Albania, 240
2. Romania, 230
3. Marocco, 82
4. India, 51
5. Costa d'Avorio, 40
6. Cina, 27

### Eventi
Concorso Internazionale Musicale Alpi Marittime
Cinema sotto le stelle - Notti da Oscar
In Coro per un sogno

## Economia
In passato, ingente e redditizia è stata l'estrazione dai territori collinari circostanti dell'alabastro carbonatico chiamato "Onice di Busca", commercializzato ed esportato in tutto il mondo come materiale lapideo ornamentale e ormai quasi completamente esaurito.
A partire dal dopoguerra si sono verificate trasformazioni nell'ambito dello sfruttamento economico delle risorse di questa terra. Accanto all'agricoltura e all'allevamento tradizionali, è stata potenziata la coltivazione di alberi da frutto, che hanno trovato nella zona di Busca un ambiente funzionale al loro sviluppo.
Inoltre non bisogna trascurare il settore artigianale, rappresentato in Busca da aziende e piccole fabbriche tipografiche, laboratori per la produzione di ceramiche e di materiale edile.

## Infrastrutture e trasporti
La stazione di Busca, posta lungo la ferrovia Savigliano-Saluzzo-Cuneo operata da Arenaways
Fra il 1912 e il 1982 fungeva da località di diramazione della Ferrovia Busca-Dronero.
Tra il 1880 e il 1948 la città era inoltre servita dalla tranvia Saluzzo-Cuneo.

## Amministrazione
| Periodo        | Periodo        | Primo cittadino | Partito       | Carica  | Note   |
| -------------- | -------------- | --------------- | ------------- | ------- | ------ |
| 14 giugno 1999 | 14 giugno 2004 | Angelo Rosso    | Centro        | Sindaco | [ 19 ] |
| 14 giugno 2004 | 8 giugno 2009  | Luca Gosso      | Lista civica  | Sindaco | [ 19 ] |
| 8 giugno 2009  | 26 maggio 2014 | Luca Gosso      | Lista civica  | Sindaco | [ 19 ] |
| 26 maggio 2014 | 10 giugno 2024 | Marco Gallo     | Centro-destra | Sindaco | [ 19 ] |
| 10 giugno 2024 | in carica      | Ezio Donadio    | Lista civica  | Sindaco | [ 19 ] |

### Gemellaggi
Busca è gemellata con le seguenti città:
- San Marcos Sud
- Cruz Alta (Córdoba)

## Galleria d'immagini

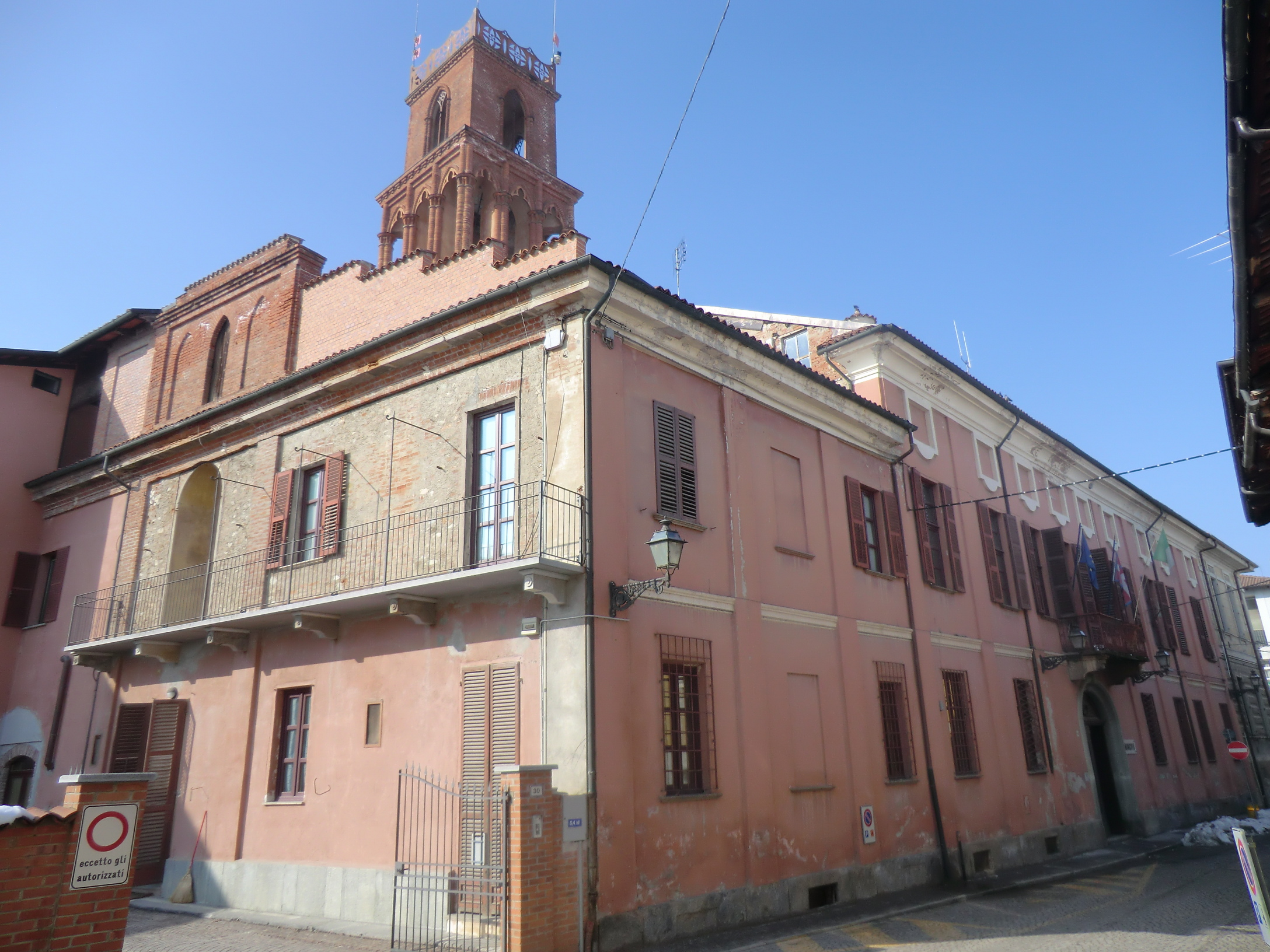
Municipio - Palazzo San Martino (XVIII secolo)
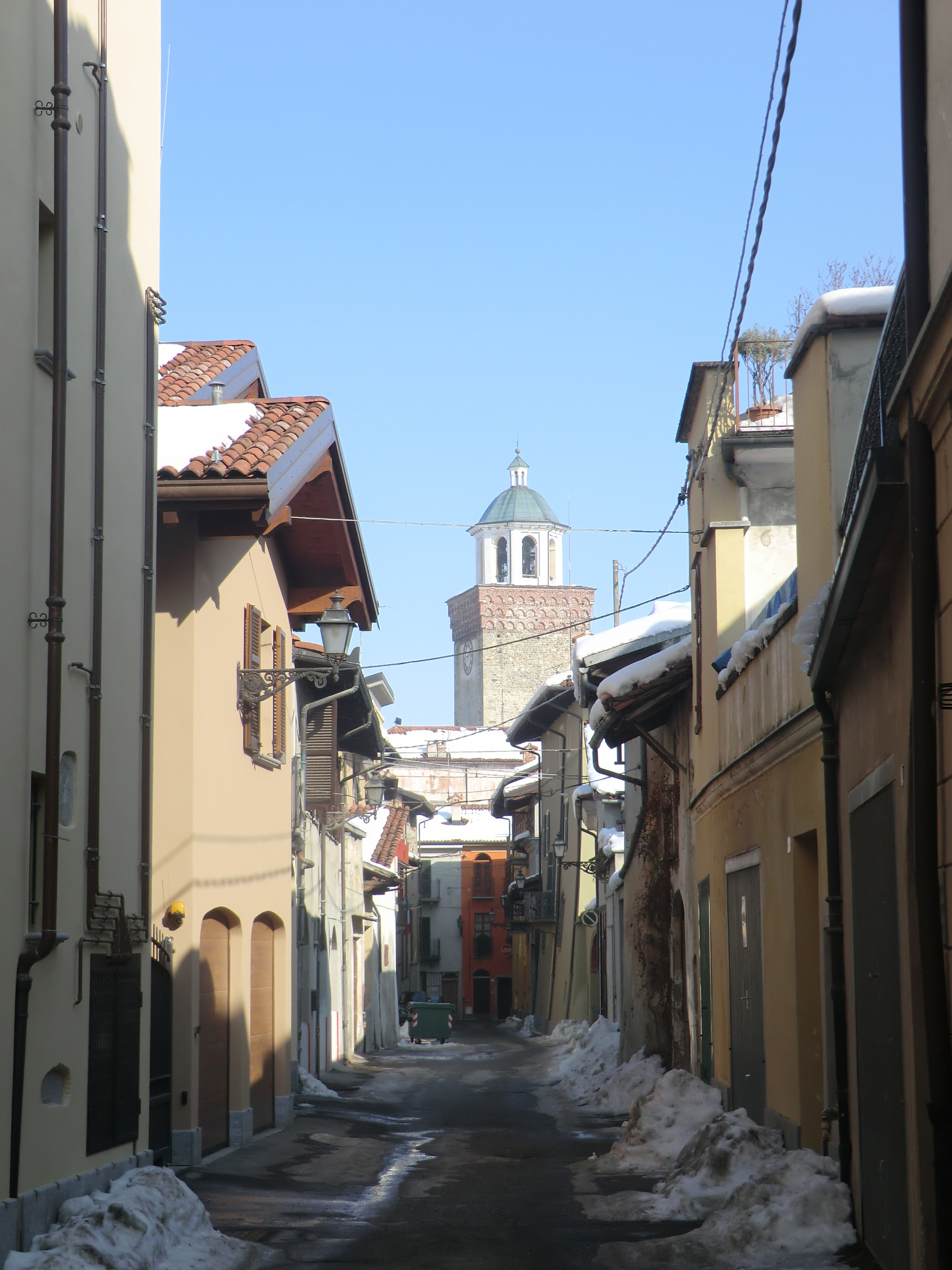
Via Brofferio
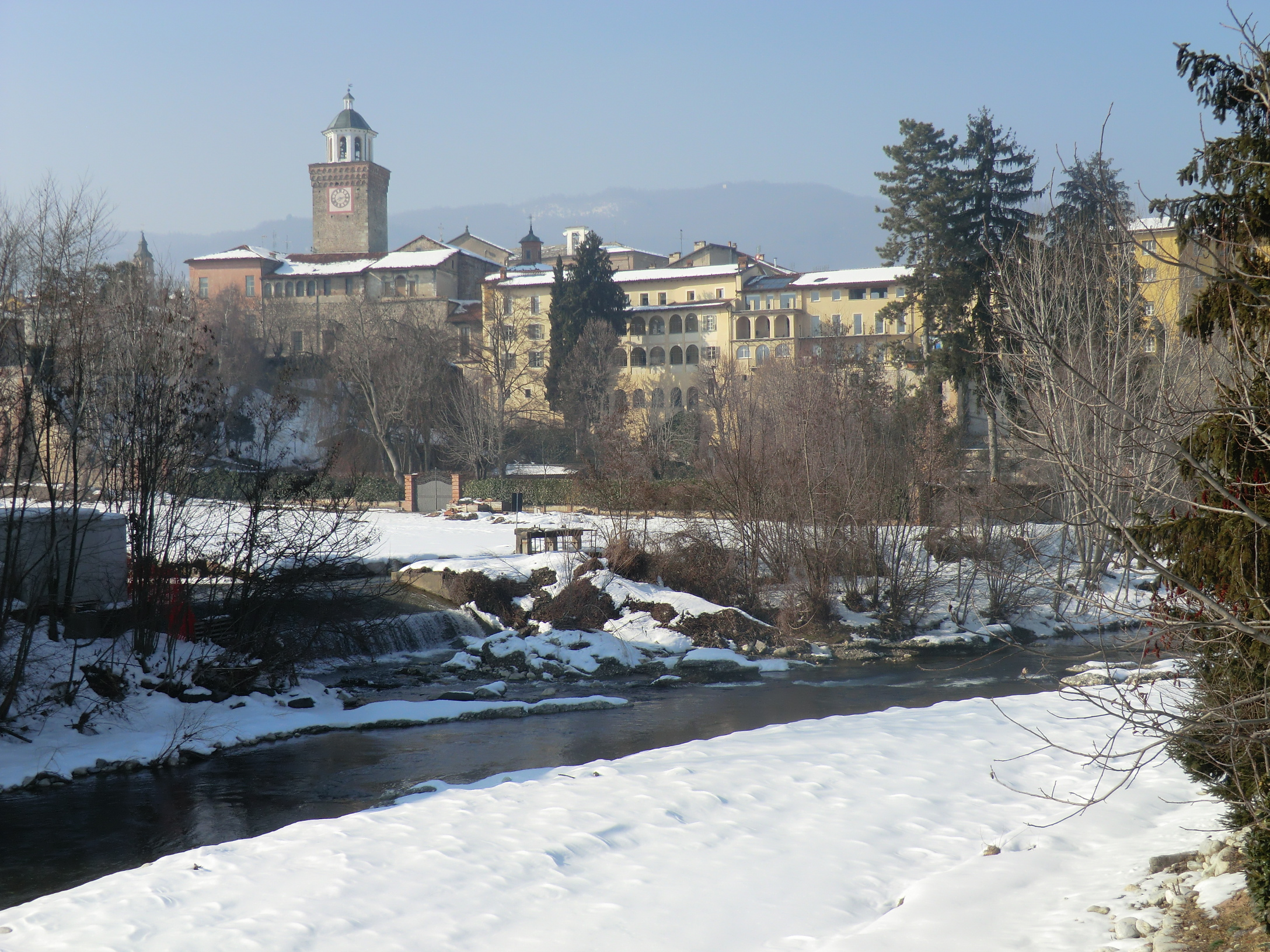
Torrente Maira
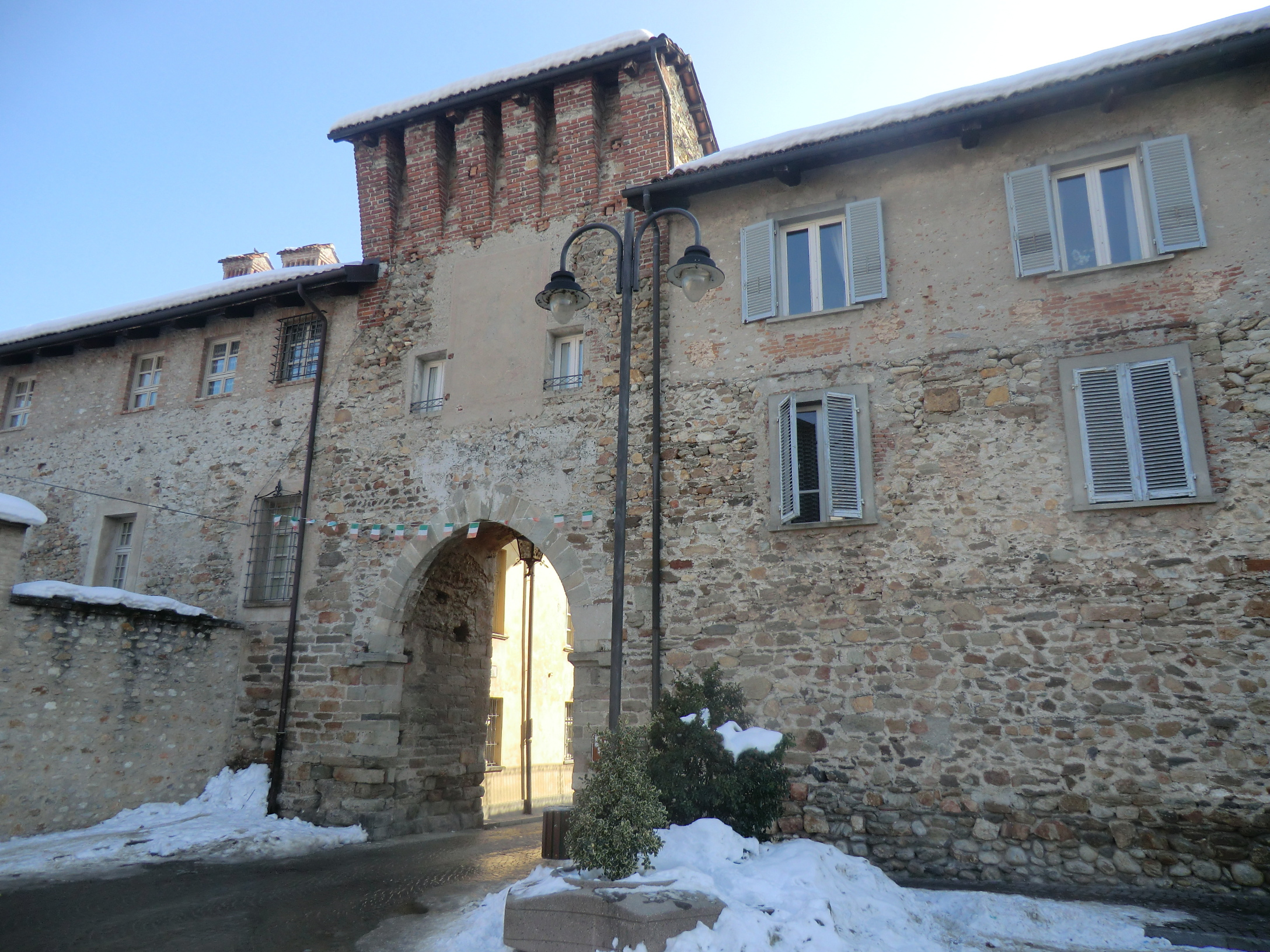
Porta Santa Maria (XV/XVI secolo)
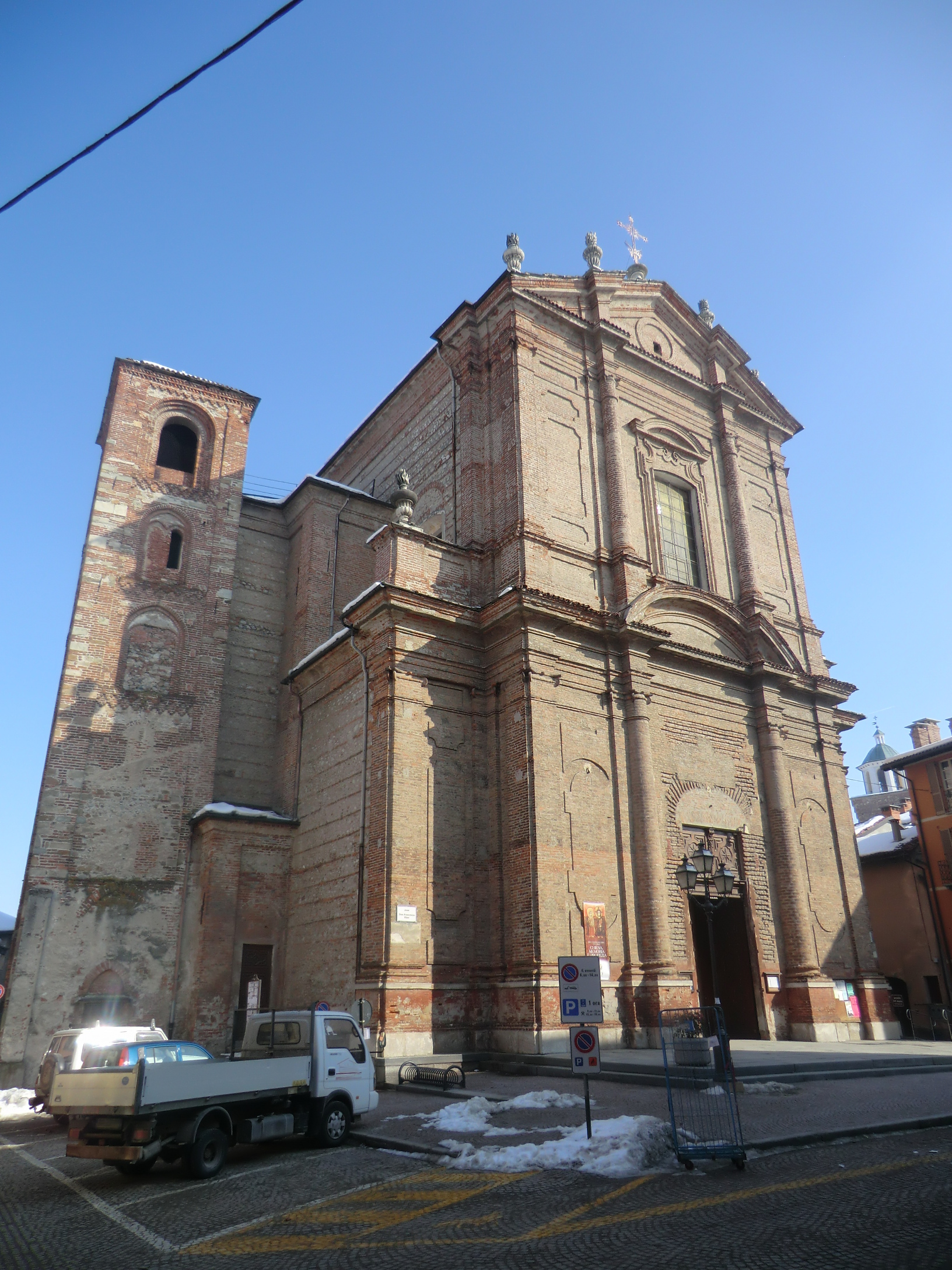
Chiesa parrocchiale Maria Vergine Assunta (XVIII secolo)
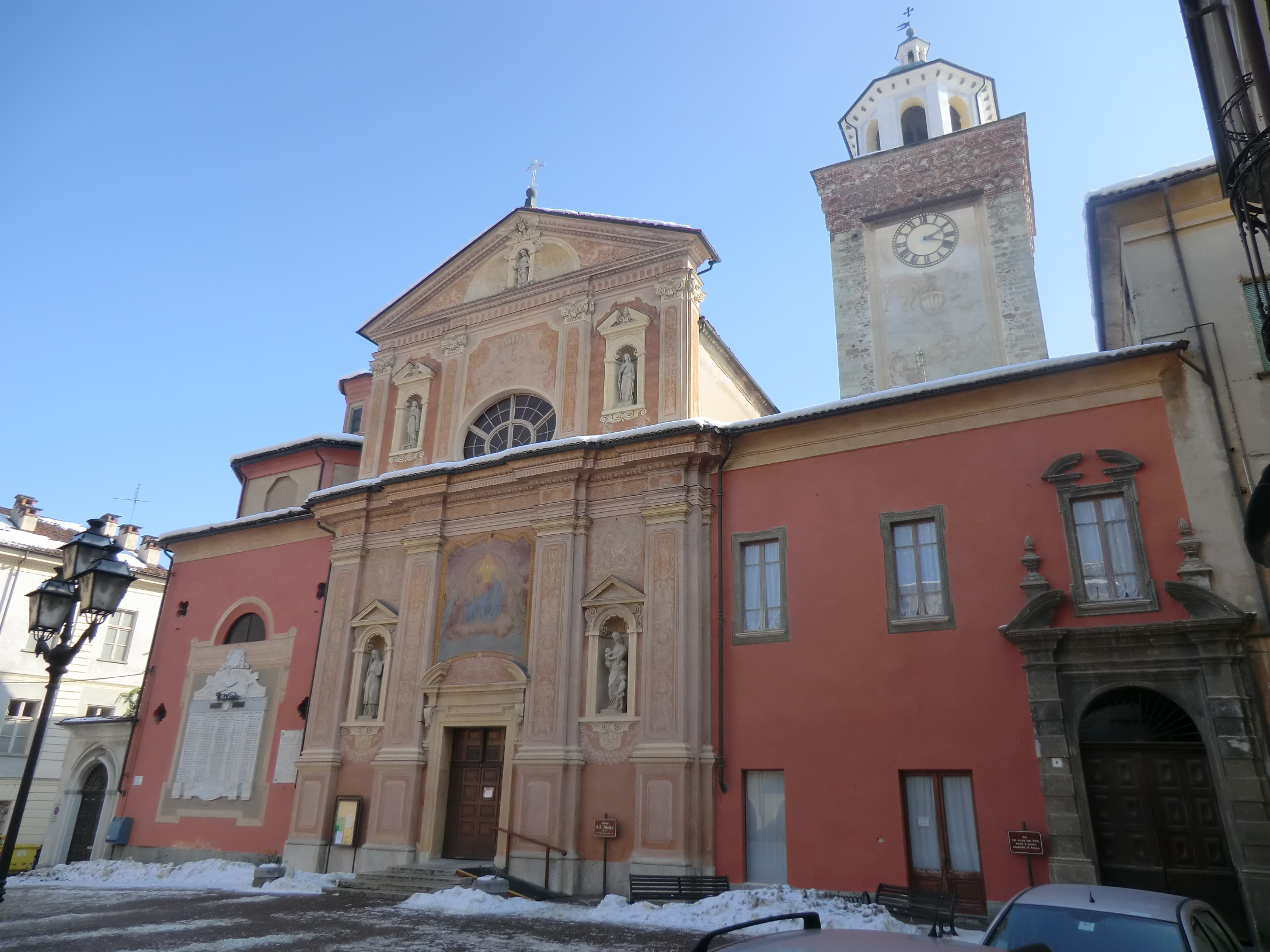
Confraternita Santissima Trinità (XVII secolo) e Torre Rossa (XIII secolo)